# Scheepshelling Koningspoort

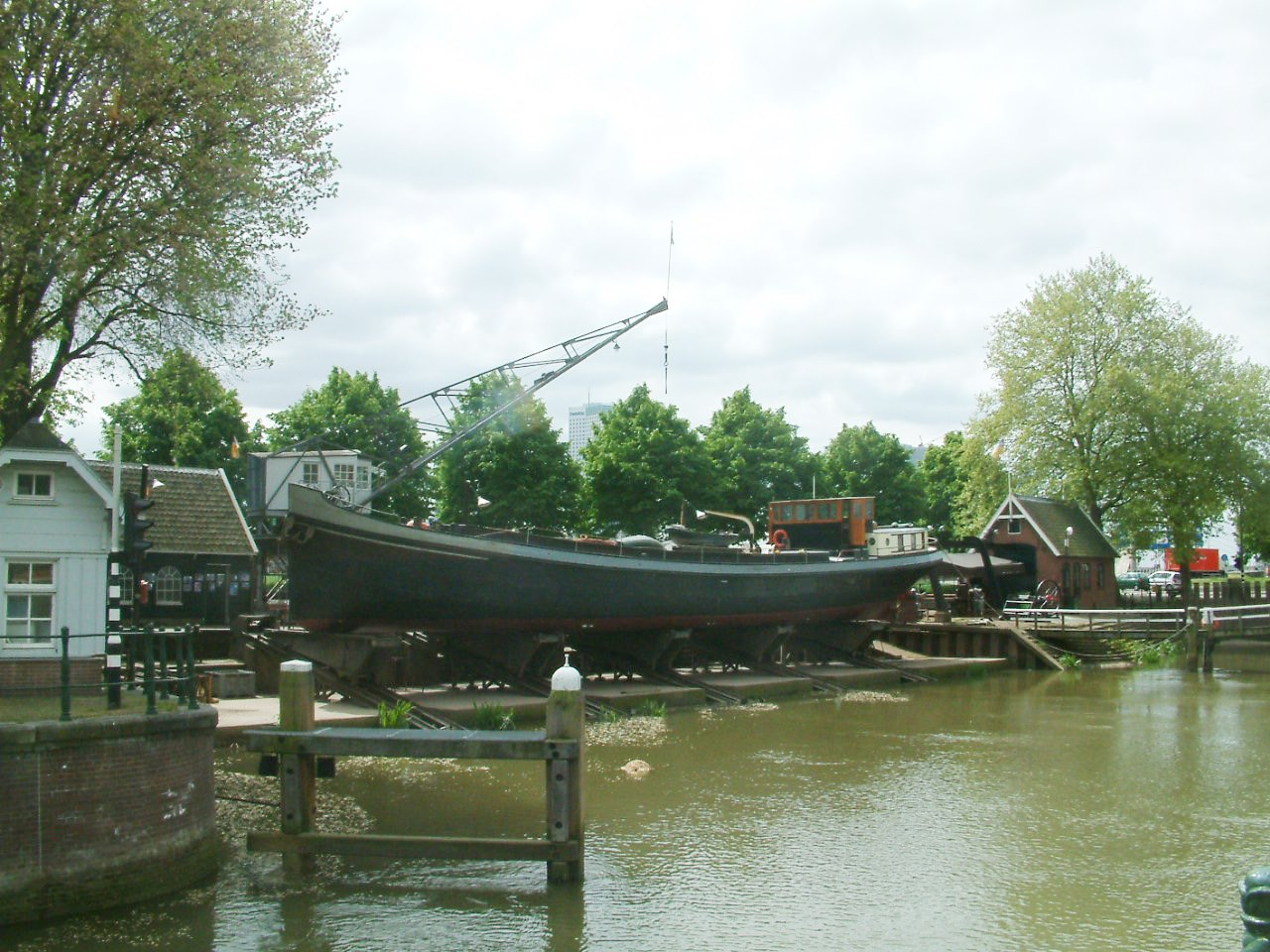
"De Tijd Haalt Je In" (1929) bij een hellingbeurt op scheepshelling Koningspoort in Rotterdam

De scheepshelling Koningspoort is een museale scheepshelling die in 1983 is gebouwd op de plaats waar vroeger de doorgang was van de Maas naar de Oude Haven van Rotterdam. De scheepshelling is afkomstig van de opgeheven scheepswerf "De Koningspoort" in Hoogkerk (Groningen) van Barkmeijer Shipyards.
Deze werf biedt gelegenheid aan eigenaren van historische schepen om die te (laten) onderhouden, repareren en op authentieke wijze te restaureren. De zogenaamde dwarshelling heeft een lengte van 40 meter, waarmee de capaciteit voldoende is voor het grootste deel van de 'historische binnenvaartvloot'. De vijf hellingwagens kunnen een totaalgewicht van 150 ton omhoog brengen. Voor hijswerk tot 1250 kg is de - eveneens historische - werfkraan beschikbaar. Op de werf is ook een ijzer- en houtwerkplaats en een smederij aanwezig.
De scheepswerf maakte na de fusie met het Havenmuseum, begin 2015, enige tijd onderdeel uit van het Maritiem Museum Rotterdam. Omdat deze activiteit verlieslijdend zou zijn heeft het Maritiem Museum de werf overgedragen aan de gemeente Rotterdam. De directie van het Maritiem Museum is er naar eigen zeggen niet in geslaagd de scheepswerf tot een financieel succes te maken.
Een groep Rotterdamse scheepsrestauratoren heeft in 2017 de Stichting Tijdelijke Beheer Koningspoort (STBK) opgericht en daarmee de werf in bedrijf gehouden.
Sinds 1 januari 2020 is de werf in handen van de Stichting Stadswerf Koningspoort (SWKP) en weer volop in bedrijf.
Scheepswerf Koningspoort is open voor bezoekers als er op de werf gewerkt wordt, doorgaans doordeweeks tussen 08.00 en 17.30 uur. De hellingdagen zijn in principe: de maandag voor het af- en ophellingen en de donderdag voor het verzetten.